# يوسف توغار
يوسف ميتاما توغار (من مواليد 12 مارس 1967) هو دبلوماسي وسياسي نيجيري يشغل منصب وزير الخارجية النيجيري.  وكان قد شغل منصب سفير نيجيريا لدى ألمانيا من عام 2017 حتى عام 2023.  وكان سابقًا عضوًا في مجلس النواب النيجيري من عام 2007 إلى عام 2011 ممثلاً لمنطقة غاماوا؛ وترشح مرتين لمنصب حاكم ولاية باوتشي . 

## عائلة
ولد توغار في عائلة سياسية في ولاية باوتشي (محلية غاماوا)، وكان والده هو الأمين المنظم لحزب مؤتمر الشعب الشمالي الحاكم في الفترة التي سبقت استقلال نيجيريا في عام 1960 وما بعدها، والذي أصبح فيما بعد عضوًا في مجلس الشيوخ خلال الجمهورية النيجيرية الثانية .

## تعليم
حصل توغار على درجة البكالوريوس في العلاقات الدولية من الجامعة الأمريكية الدولية.  كما التحق بجامعة باث، وحصل على درجة الماجستير من جامعة كامبريدج. 

## الحياة المهنية المبكرة
بعد تخرجه، أمضى توغار عدة سنوات في القطاع الخاص.   وكان الرئيس التنفيذي لشركة "نورديك" لخدات النفط والغاز، وهي شركة استشارات في مجال الطاقة.  كان توغار أيضًا مساهمًا في الآراء السياسية والاقتصادية في الصحف والمجلات النيجيرية.  

## الحياة السياسية

### مجلس النواب
مثل توغار محلية غاماوا التابعة لولاية باوتشي في مجلس النواب النيجيري خلال عام 2007 لغاية عام 2011. وخلال تلك الفترة، شغل منصب رئيس لجنة المشتريات العامة بمجلس النواب، التي تنظم الإنفاق الحكومي في صناعة النفط والغاز والتعليم والصحة والموارد المائية، وعملت اللجنة على فصل ديوان الرئيس عن شؤون منح العقود.
كما أشرف على إنشاء المجلس الوطني للتوريد الحكومي، وكان عضوًا في لجنة مجلس النواب التي عملت على مشروع قانون المحتوى المحلي مع التركيز على النفط والغاز. وكان أيضًا عضوًا في لجان الشؤون الخارجية بالمجلس ونائب رئيس مجلس الالتماسات العامة. قام برعاية مشروع قانون بشأن النقل غير الإنساني للماشية في المجلس. 

### انتخابات الحكام
خلال انتخابات عام 2011، ترشّح توغار لمنصب حاكم ولاية باوتشي، تحت مظلة حزب المؤتمر من أجل التغيير التقدمي، وجاء في المركز الثاني بعد أن شابت الانتخابات عمليات تزوير وعنف.   وفي عام 2013، انضم إلى حزب مؤتمر جميع التقدميين الحاكم حيث خاض الانتخابات التمهيدية لمنصب الحاكم وجاء في المركز الثالث. 

### سفير إلى ألمانيا
في أغسطس 2017، عين توغار سفيرًا لنيجيريا لدى ألمانيا من قبل الرئيس محمد بخاري.  خلال عمله سفيرا، لعب توغار دورا رئيسيا خلال الدورة الثالثة والعشرين لمؤتمر الأطراف في اتفاقية الأمم المتحدة الإطارية بشأن تغير المناخ.  وقام بتسهيل الزيارة الرسمية التي قامت بها المستشارة الألمانية أنجيلا ميركل إلى نيجيريا في أغسطس 2018. 
في مارس 2020، حضر توغار اجتماعًا عقد مع شركة سيمنز في ألمانيا حول المشاريع المتعلقة بقطاع الطاقة النيجيري، خلال حضوره الاجتماع، ثبتت إصابة رئيس الموظفين بالقصر الرئاسي أبا كياري بكوفيد-19. وأمر توغار بإغلاق السفارة في برلين، وإلا أن نتيجة فحصه جاءت سلبية.  توفي كياري لاحقًا في 17 أبريل 2020.
بصفته سفيرًا، قام توغار بمبادرة من أجل إعادة القطع الأثرية المنهوبة من مملكة بنين من الحكومة الألمانية، وأدت المبادرة إلى إعادة 22 قطعة أثرية بنينية برونزية تقدر قيمتها بأكثر من 100 مليون جنيه إسترليني. 
وأنهى توغار فترة عمله سفيرا لدى ألمانيا يوم الاثنين 21 أغسطس 2023 عندما أدى اليمين الدستورية كوزير للخارجية النيجيرية،  وذلك على يد رئيس قضاة نيجيريا، أولوكايودي أريوولا .